# 削除キー

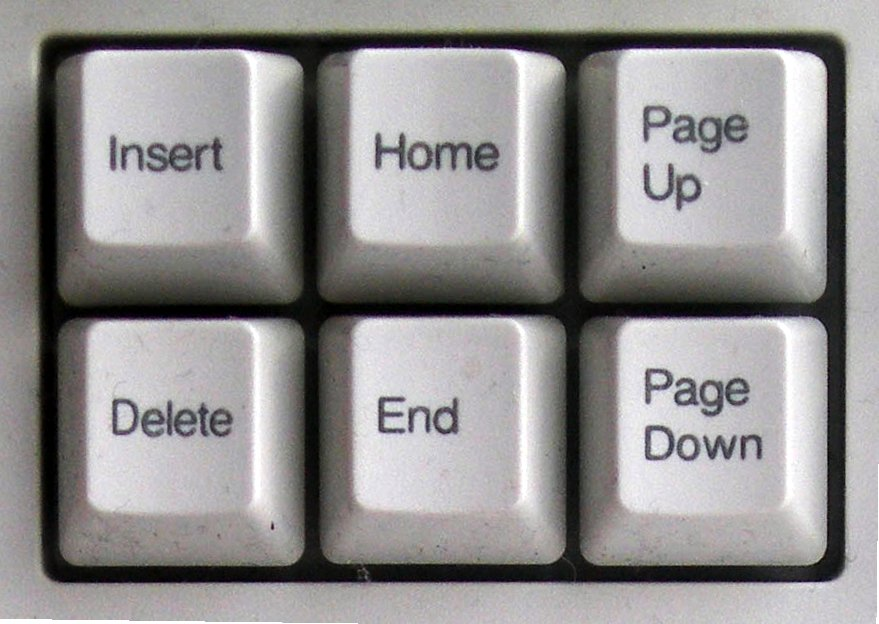
削除キー（左下のキー）

削除キー（デリートキー、DELキー、英: Delete key）は、ワードプロセッサーやコンピュータ用のキーボードのキーの一つ。
PC/AT互換機のキーボードでは「Delete」、もしくは「Del」、「削除」などと刻印され、文章やコマンドの入力中の文字間にカーソルが位置する場合に、その直後の方の文字の削除などに使用される。文字が削除されることにより、その位置以降のテキストを前にずらし、「先方向の削除」などとも言われる。これに対し、バックスペースキーはカーソルの直前にある文字を削除する。
ただし、Macの場合には、「delete」キー、「del」および右方向削除をイメージした図が刻印されたキーの2種類があり、それぞれ機能が異なる。「delete」キーがPC/AT互換機でのバックスペースキーと同じ働きを行う (backward delete key) のに対し、「del」および右方向をイメージした図が刻印されたキーは、PC/AT互換機のキーとほぼ同じ働きをする (forward delete key) 。
またUNIX用のキーボードでは時期にもより「Del」と「Backspace」の両方があるもの、片方だけのものなど、様々である。

## 歴史
削除キーはASCIIの削除文字コード(7F hex、127 decimal)を生成する。この由来は7ビットの紙テープである。紙テープを間違って穴あけ（パンチ）した場合、その文字の箇所の7ビット全部の穴をあければ、その文字は無視される設計になっていた。つまり該当の文字が削除されたことになる。
初期のパーソナルコンピュータのキーボードでは、削除キーは存在しないもの、テンキー側にしか無いものもある。PC/AT互換機で現在の位置（逆T字カーソルの上の、6個のキーのうちの左下）となったのは、101キーボード以降である。

## 詳細

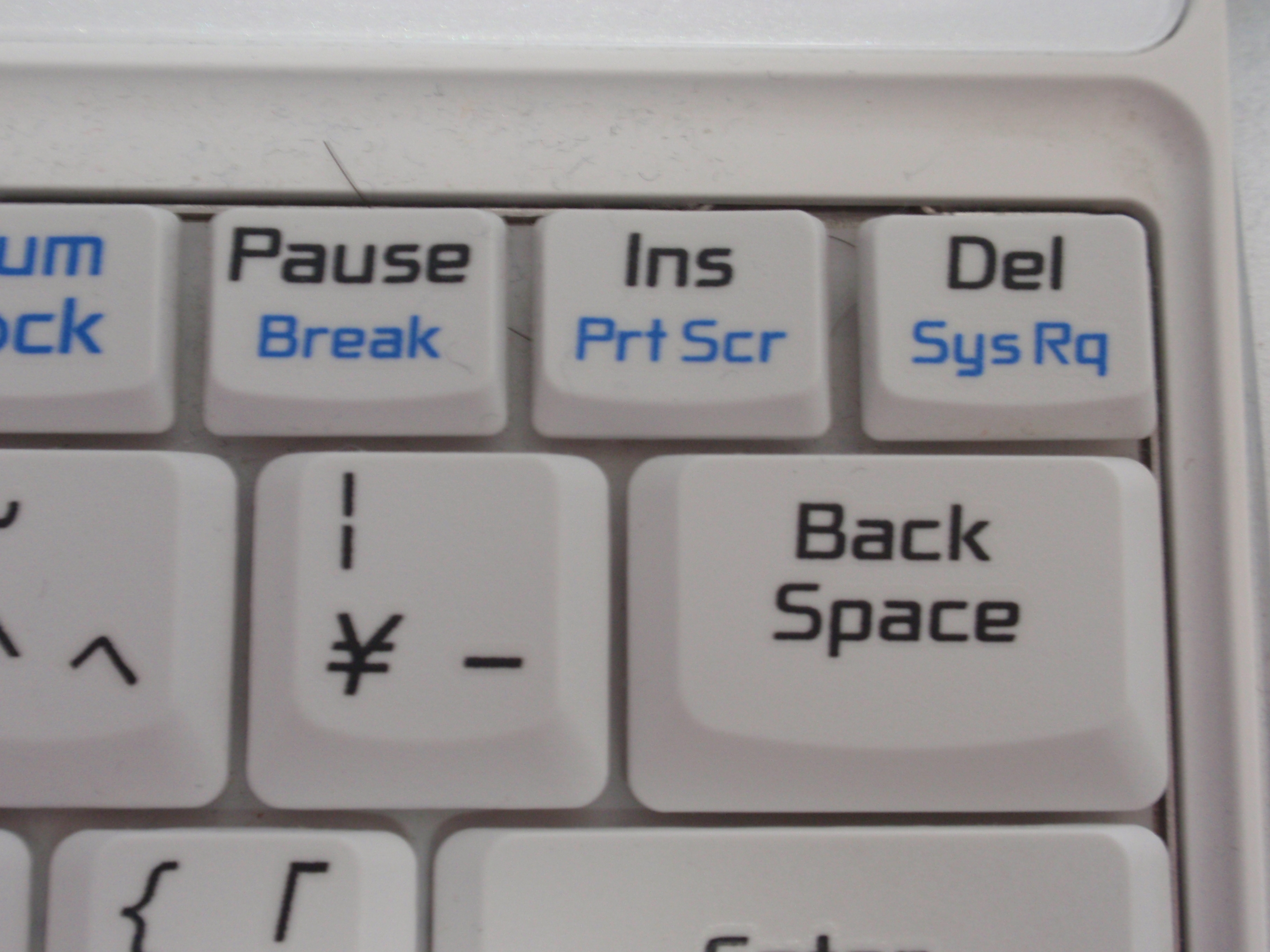
ノートPCの例

ノートパソコンでの削除キーの位置は、バックスペースの上、ファンクションキーの更に上など、色々である。ノートパソコンのキーボードでも通常は「Delete」、「Del」などと刻印されているが、中には「Delete」と「Backspace」が同じキーに刻印されていてバックスペースと同じ働きをするものもある。
環境によっては削除キーを押すと「^H」などの文字が表示される事がある（端末エミュレータなど）。これはASCIIコードのBS（バックスペース）やDEL（削除）が表示されたものである。
また削除キーは、例えばファイルマネージャなどでのオブジェクトの削除にも使われる他、PC/AT互換機ではコンピュータ起動時のBIOS画面の呼び出しにも使われることがある。

## 用途
冒頭の説明のように、基本的にはカーソル位置にある文字の削除や、選択したオブジェクトの削除に使用する。
なお、Windowsでは、削除キーを使用した以下のショートカットキーが使用できる。
Shift + 削除(Del)完全に削除、または切り取り
WindowsのWindows Explorerやコモンダイアログなどでは「完全に削除」の動作となり、通常の「削除」と異なり削除されたオブジェクトは「ごみ箱」に残らない。なお、通常はマニュアルに明記されないため非公式ではあるが、いくつかのエディタやオフィスソフトでは、このショートカットキーは「切り取り」（Ctrl+X と同じ）として動作し、Shift + 挿入(Ins)は「貼り付け」（Ctrl+V と同じ）として動作する。この動作はSAAのCUAに由来している（WindowsはWindows 3.0まではCUA準拠だったが、Windows 3.1からMacintosh風のショートカットキーを主流に変更された）。